# جون شامبرلين
جون شامبرلين (بالإنجليزية: John Chamberlain)‏ هو مصور ورسام أمريكي، ولد في 16 أبريل 1927 في روتشستر في الولايات المتحدة، وتوفي في 21 ديسمبر 2011 في نيويورك في الولايات المتحدة.

## وصلات خارجية
- جون شامبرلين على موقع IMDb (الإنجليزية)
- جون شامبرلين على موقع الموسوعة البريطانية (الإنجليزية)
- جون شامبرلين على موقع ديسكوغز (الإنجليزية)